# Jerzy Adamuszek
Jerzy Adamuszek (ur. 30 września 1955 w Kluczach) – polski geograf, autor książek podróżniczych; niektóre z jego osiągnięć zostały zarejestrowane w księdze rekordów Guinnessa (między innymi pierwszy i jak dotąd jedyny samotny przejazd samochodem osobowym z Alaski na Ziemię Ognistą jesienią 1986).

## Życiorys
Wychował się na skraju Pustyni Błędowskiej w Chechle (województwo małopolskie) i tam uczęszczał do szkoły podstawowej. W 1974 ukończył Technikum Ogrodnicze w Bielsku-Białej. W 1980, po uzyskaniu tytułu magistra geografii na Uniwersytecie Jagiellońskim w Krakowie, zamieszkał z żoną w Montrealu (Kanada).

## Książki
Jerzy Adamuszek jest autorem książek:
- Wyrachowane Szaleństwo (Iskry 1994), o samotnym rajdzie samochodowym po rekord Guinnessa. Jest gotowa do wydania jej wersja angielska (we współpracy z D. Whittonem) pt.Calculated Recklessness;
- Kuba to nie tylko Varadero (Yunia 1997), o samotnym rajdzie rowerowym po Kubie;
- Cuba is not only Varadero (Yunia 1997), po angielsku we współpracy z D. Whittonem;
- Słonie na olejno (Yunia 2000), o podróży po krajach południowej części Afryki.

## Inne publikacje
- "Cuba by bicycle": The Explorers Journal, volume 79, number 3, Fall 2001, page 20-29;
- Polski Instytut Opiniotwórczy: Złote Myśli, Fundacja "Zdążyć z Pomocą" 2003 str. 25-26;

## Rejestry w Księdze Guinnessa
- Samotny rajd samochodowy z Prudhoe Bay (Alaska) do Ushuaia (Ziemia Ognista); rekordowy odcinek 23 527 km pokonał w 18 dni, 11 godzin, 45 minut. (łącznie po obu Amerykach: Montreal – Alaska – Ziemia Ognista – Boliwia przejechał  40 370 km).
- Odnotowanie, że Montreal jest największym w świecie miastem-wyspą, leżącym pomiędzy rzekami (432 km kw).
- Odkrycie najdłuższego w świecie transkontynentalnego połączenia wodnego, biegnącego przez Amerykę Północną z Zatoki Meksykańskiej do Morza Beauforta (10 682 km).

## Niektóre wyprawy
- 1982 rowerem przez Góry Skaliste z Calgary do Victorii i z powrotem (2300 km);
- 1996 z Montrealu do Nowego Jorku rowerem i kajakiem (600 km);
- 1994 samotny rajd rowerowy po Kubie (1500 km);
- 1994 wraz z trzema kolegami przejechał samochodem po krajach południowej części Afryki (około 10 000 km);
- 1996 udział w rajdzie samochodowym GM "Aurora Vacation Challenge" (Detroit – Los Angeles 10 000 km);
- 1999 i 2000 dwukrotnie uczestniczył w wyprawie sponsorowanej przez "National Geographic" – „To the sources of Amazon 2000”;
- 1999 zdobył 2 wulkany w Ekwadorze: Cotopaxi i Cayambe;
- 2004 członek wyprawy dżipami przez Australię (9000 km): „Strzelecki Traces Expedition 2004”;
- 2005 zdobył najwyższy szczyt w Andach – Aconcagua 6961 m n.p.m.;
- 2008 spłynął kajakiem Wisłę (1059 km);
- 2010 odbył 800 km pielgrzymkę, z Francji przez Pireneje do Santiago de Compostela w płn-zach Hiszpanii.

## Organizacja imprez sportowych
W 1989 zainicjował i przez pięć lat kierował masową imprezą "Kajakiem i rowerem dookoła Montrealu" (122 km).

## Organizacja spotkań
- W 1994 zainicjował i do 2001 prowadził cykl: „Spotkania Podróżnicze” (nadal kontynuowany w Konsulacie RP w Montrealu);
- W 2007 zainicjował i prowadzi cykl spotkań „Są Wśród Nas”, mający na celu przybliżenie działalności niektórych rodaków z Montrealu[1].

## Inna działalność
- Kilkakrotnie biegał maraton w Montrealu;
- W 2005 zainicjował tzw. Fundusz Cmentarny w swoim rodzinnym Chechle;
- Od wielu lat promuje swoją twórczość i aktywny styl życia poprzez pokazy slajdów w klubach polonijnych, bibliotekach publicznych i szkołach na całym świecie.

## Odznaczenia
- W 2007 został odznaczony przez Prezydenta RP Srebrnym Krzyżem Zasługi za dotychczasową działalność;
- Kolosy 2004 - został wyróżniony za udział w wyprawie "Strzelecki Traces Expedition 2004"
- W 1997 został Honorowym Obywatelem gminy Klucze, z której pochodzi.